# Папа, Ирини
Ири́ни Папа́, Ире́н Папа́с (греч. Ειρήνη Παπά, в девичестве Леле́ку, Λελέκου, англ. Irene Papas; 3 сентября 1929, Хилиомоди, Греция — 14 сентября 2022, Кифисья, Греция) — греческая актриса театра и кино, певица.

## Биография
Родилась 3 сентября 1929 года в Хилиомоди (Вторая Греческая Республика). В драматической школе Национального театра в Афинах училась у Димитриса Рондириса, ученика Макса Рейнхардта. В театре играла в драмах Ибсена. Как киноактриса дебютировала в 1948 году в Греции, где её открыл Элиа Казан. Позже, помимо Греции, снималась в Италии, Франции, США, Португалии, Югославии и других странах. На её счету 85 фильмов, многие принадлежат известным режиссёрам.
Исполняла песни Вангелиса, Микиса Теодоракиса.
В 1987 году актриса была председателем жюри 44-го Венецианского кинофестиваля.

## Личная жизнь
С 1947 по 1951 год была замужем за кинорежиссёром Алкисом Папасом (греч. Άλκης Παπάς; 1922—2018). В 1957 году вышла замуж за продюсера Хосе Кона (исп. José Kohn), но позже их брак был расторгнут.

## Избранная фильмография
- 1953 — Одна из тех (Альдо Фабрици)
- 1953 — Неверные (Марио Моничелли, Стено)
- 1954 — Аттила — Грюн
- 1954 — Феодора (Риккардо Фреда) — Файдия
- 1956 — Дань негодяю (Роберт Уайз)
- 1961 — Пушки острова Наварон (Джей Ли Томпсон) — Мария Пападимос
- 1961 — Антигона (Йоргос Цавеллас, премия КФ в Фессалониках за лучшую женскую роль) — Антигона
- 1962 — Электра (Михалис Какоянис, две премии КФ в Фессалониках за лучшую женскую роль) — Электра
- 1964 — Грек Зорба (Михалис Какояннис) — вдова
- 1966 — Роже-Позор (Риккардо Фреда)
- 1967 — Каждому своё (Элио Петри) — Луиза Роско
- 1968 — Одиссея (Франко Росси) — Пенелопа
- 1969 — Дзета (Коста-Гаврас) — Елена
- 1969 — Тысяча дней Анны (Чарльз Джэрротт) — Екатерина Арагонская
- 1971 — Троянки (Михалис Какояннис, премия Национального совета кинокритиков США лучшей актрисе) — Елена Троянская[10]
- 1971 — Прекрасный Рим (ит., реж. Карло Лиццани)
- 1972 — Соблазненный болью (Лучо Фульчи)
- 1972 — Муки невинных (Лучо Фульчи) — дона Аурелия Авалон
- 1973 — Сутьеска (Стипе Делич) — мать Боры
- 1976 — Послание (Мустафа Аккад) — Хинд бинт Утба
- 1977 — Ифигения (Михалис Какояннис) — Клитемнестра
- 1979 — Христос остановился в Эболи (Франческо Рози) — Джулия Венере
- 1979 — Кровная связь (Теренс Янг) — Симонетта Палацци
- 1981 — Кровавая свадьба (Карлос Саура)
- 1981 — Лев пустыни (Мустафа Аккад) — Мабрука
- 1983 — Эрендира (Руй Герра)
- 1985 — В ночи (Джон Лэндис) — шахиня
- 1986 — Милая родина (Михалис Какояннис)
- 1986 — Хроника объявленной смерти (Франческо Рози)
- 1989 — Океан (Руджеро Деотато) — Аурелия Педомо
- 1992 — Кверху тормашками (Михалис Какояннис)
- 1997 — Одиссея (Андрей Кончаловский) — Антиклея
- 1998 — Беспокойство (Мануэл де Оливейра)
- 1998 — Йерма (Пилар Тавора)
- 2001 — Выбор капитана Корелли (Джон Мэдден) — Дрозоула
- 2003 — Разговорный фильм (Мануэл де Оливейра)

## Признание
- Премия МКФ в Таормине за выдающиеся достижения в искусстве (2005)